# Jiří Burger
Jiří Burger (ur. 8 maja 1977 w Kladnie) – czeski hokeista, reprezentant Czech, trener.

## Kariera
- HC Kladno (1994-2000)
- Blues (2000)
- HC Vsetín (2000-2001)
- HC Vítkovice (2001-2016)
- HC Kladno (2016-2017)

Wychowanek HC Kladno. Wieloletni zawodnik HC Vítkovice, przez kilka lat także kapitan tej drużyny. W kwietniu 2013 przedłużył kontrakt z klubem. Od maja 2016 do kwietnia 2017 ponownie zawodnik HC Kladno.
W swojej karierze przez wiele sezonów grał w ekstralidze czeskiej i jest jednym z najskuteczniejszych zawodników w historii ligi. Grał także krótkotrwale w fińskich rozgrywkach Liiga.
Od sezonu 2020/2021 asystent w sztabie trenerskim drużyny z Kladna.

## Sukcesy i osiągnięcia
Klubowe
- Złoty medal mistrzostw Czech: 2001 z HC Vsetín
- Srebrny medal mistrzostw Czech: 2002, 2010, 2011 z HC Vítkovice
- Puchar Tatrzański: 2002, 2006, 2007, 2009 z HC Vítkovice

Indywidualne
- Ekstraliga czeska w hokeju na lodzie (2011/2012): Zlatá helma Sencor - Najbardziej Wartościowy Zawodnik (MVP)